# Galleria delle Bellezze

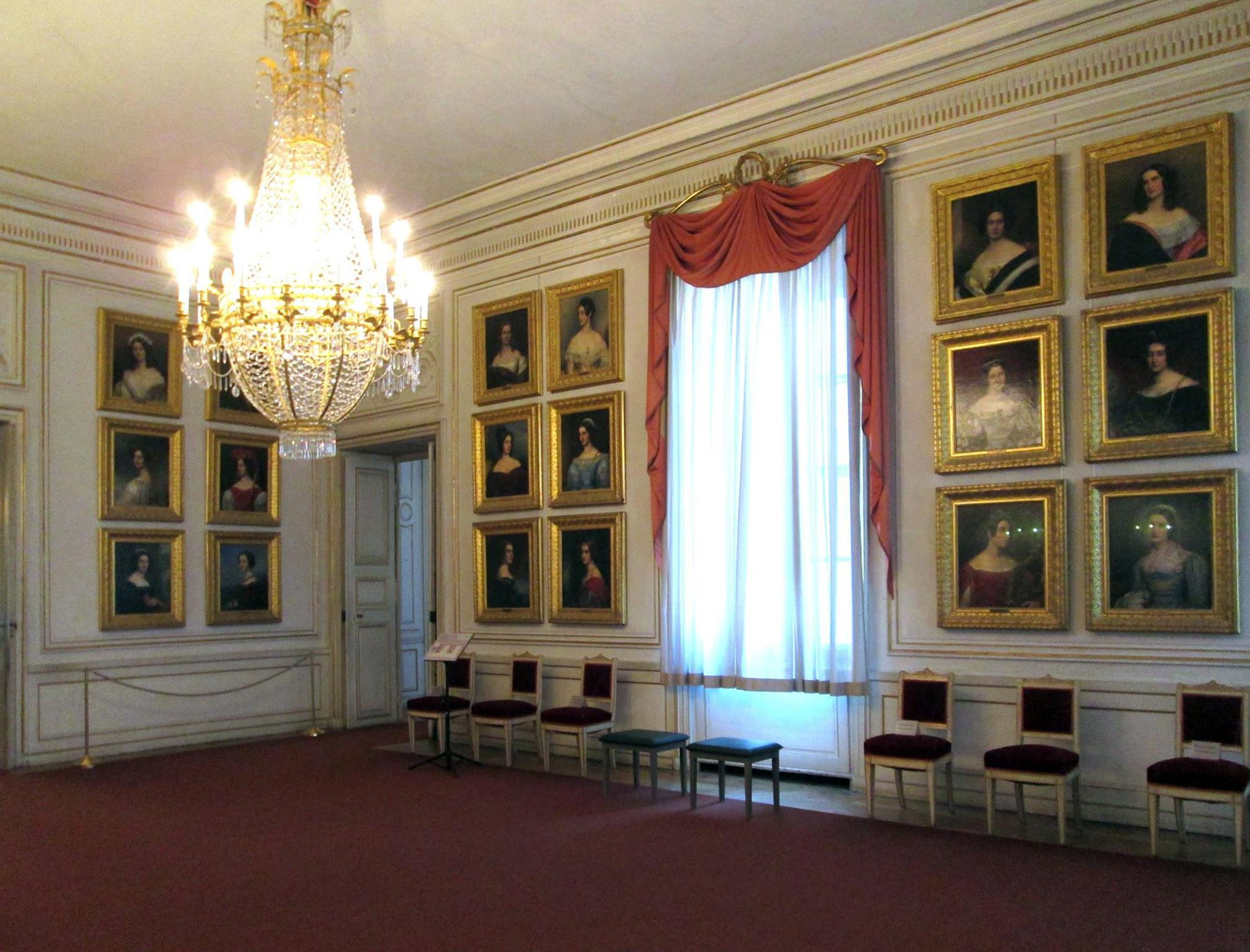
La Galleria delle Bellezze di Ludovico I nel castello di Nymphenburg

La Galleria delle Bellezze (Schönheitengalerie) è una collezione di 36 ritratti delle più belle donne appartenenti alla nobiltà ed alla borghesia di Monaco di Baviera, ritratte tra il 1827 e il 1850 (per lo più da Joseph Karl Stieler, nominato pittore di corte nel 1820) e raccolte da Ludwig I di Baviera nel padiglione sud del Castello di Nymphenburg a Monaco di Baviera. In più ci sono due ritratti fatti da Friedrich Dürck. Le sue opere più conosciute sono i ritratti della figlia del calzolaio Helene Sedlmayr, l'attrice Charlotte von Hagn (venerata dal pubblico di Monaco di Baviera, Berlino e San Pietroburgo) e le amanti del re Lola Montez e Marianna Florenzi Marquesa. La galleria include anche un'inglese, una greca, una scozzese e una israelita, insieme con la parentela di Ludwig - entrambe ritratte la moglie e la figlia di Ludovico di Oettingen-Wallerstein, così come la figlia di Ludwig I, la Principessa Alessandra di Baviera.

## I dipinti
L'elenco dei ritratti:
| Nome                                 | Vita        | Marito/i | Dimensioni              | Anno     | Immagine |
| ------------------------------------ | ----------- | --- | ----------------------- | -------- | -------- |
| Auguste Strobl                       | (1807–1871) | Anton Hilber, boscaiolo (∞ 1831) | 72,5 x 59,2 cm          | 1827     |          |
| Maximiliane Borzaga                  | (1806–1837) | Joseph Krämer, doctor in Kreuth (∞ 1830) | 72 x 58 cm              | 1827     |          |
| Isabella von Trauffkirchen-Engelberg | (1808–1855) | Conte Hektor von Kwilecky auf Kwilcz (∞ 1830) | 72 x 59,8 cm            | 1828     |          |
| Amalie von Lerchenfeld               | (1808–1888) | Freiherr Alexander von Krüdener (∞ 1836-1852) Conte Nikolaj Vladimirovič Adlerberg (∞ 1855)                                                                     | 72,2 x 59 cm            | 1828     |          |
| Cornelia Vetterlein                  | (1811–1862) | Reichsfreiherr Franz Ludwig von Künsberg auf Haim-Schmeilsdorf (∞ 1843)                                                                                         | 72,5 x 59,2 cm          | 1828     |          |
| Charlotte von Hagn                   | (1809–1891) | Alexander von Oven, Gutsbesitzer (∞ 1848) | 73,2 x 59,5 cm          | 1828     |          |
| Nanette Kaula                        | (1812–1877) | Salomon Heine, banker (∞ 1838) | 72,2 x 59 cm            | 1829     |          |
| Anna Hillmayer                       | (1812–1847) | | 71,7 x 58,4 cm          | 1829     |          |
| Regina Daxenberger                   | (1811–1872) | Heinrich Fahrenbacher (∞ 1832) | 70 x 58,9 cm            | 1829     |          |
| Jane Elizabeth Digby                 | (1807–1881) | Edward Law, I conte di Ellenborough (∞ 1824-1830) Freiherr Karl von Veningen-Ulner (∞ 1834) Conte Spyridon Theotoky (∞ 1841) Scheich Medjuel el Mezrab (∞ 1854) | 72 x 58 cm              | 1831     |          |
| Marianna Marchesa Florenzi           | (1802–1870) | Ettore Marchese Florenzi Evelyn Waddington | 71,6 x 58,4 cm          | 1831     |          |
| Amalie von Schintling                | (1812–1831) | Fritz von Schintling (fidanzata, morì prima del matrimonio) | 72 x 58,5 cm            | 1831     |          |
| Helene Sedlmayr                      | (1813–1898) | Kammerlakei Miller (from 1832) | 71,4 x 58,2 cm          | 1831     |          |
| Irene von Pallavicini                | (1811–1877) | Conte Alois Nikolaus von Arco auf Steppberg (figlio di Maria Leopoldina d'Asburgo-Este), divorziati                                                             | 72 x 58,2 cm            | 1834     |          |
| Caroline von Holnstein               | (1815–1859) | Conte Theodor von Holnstein aus Bayern (∞ 1831) Freiherr Wilhelm von Künsberg (∞ 1857)                                                                          | 71,5 x 58 cm            | 1834     |          |
| Jane Erskine                         | (1818–1846) | James Henry Callander, Esquire di Craigforth (∞ 1837) | 72 x 57,9 cm            | 1837     |          |
| Theresa Spence                       | (1815–?)    | | 72 x 57,8 cm            | 1837     |          |
| Mathilde von Jordan                  | (1817–1856) | Freiherr Friedrich Ferdinand von Beust (∞ 1843) | 72 x 59 cm              | 1837     |          |
| Wilhelmine Sulzer                    | (1819–?)    | Karl Schneider, cancelliere (∞ 1838) | 72 x 59 cm              | 1838     |          |
| Luise von Neubeck                    | (1816–1872) | Badessa di Heilig-Geist-Spitals (1870-1872) | * seit 1936 verschollen | 1839     |          |
| Antonie Wallinger                    | (1823–1893) | Friedrich von Ott (∞ 1860), regierungsrat | 72,3 x 58,8 cm          | 1840     |          |
| Rosalie Julie von Bonar              | (1814–?)    | Freiherr Ernst von Bonar etc. | 72 x 58,2 cm            | 1840     |          |
| Sofia di Baviera                     | (1805–1872) | Francesco Carlo d'Asburgo-Lorena (∞ 1824) | 72 x 59 cm              | 1841     |          |
| Katharina Botsaris                   | (1820–1872) | Prince Georg Karadja (∞ 1845) | 72,4 x 59 cm            | 1841     |          |
| Caroline Lizius                      | (1825–1908) | | 71 x 59,4 cm            | 1842     |          |
| Elise List                           | (1822–1893) | Gustav Pacher, di Vienna (∞ 1845) | 70,3 x 59,2 cm          | 1842     |          |
| Maria di Prussia                     | (1825–1889) | Principe Ereditario Massimiliano di Baviera (∞ 1842) | 71,7 x 58 cm            | 1843     |          |
| Friederike von Gumppenberg           | (1823–1916) | Ludwig Freiherr von Gumppenberg, her cousin (∞ 1857) | 70 x 59,4 cm            | 1843     |          |
| Caroline von Oettingen-Wallerstein   | (1824–1889) | Conte Hugo Philipp von Waldbott-Bassenheim (∞ 1843) | 71 x 59,5 cm            | 1843     |          |
| Emily Milbanke                       | (1822–1910) | Sir John Milbanke, ambasciatore britannico a Monaco (∞ 1843) | 71 x 59 cm              | 1844     |          |
| Josepha Conti                        | (1823–1881) | Anton Conti (∞ 1840, presto abbandonata) | 71,5 x 58,5 cm          | 1844     |          |
| Alessandra Amalia di Baviera         | (1826–1875) | | 70,5 x 59,2 cm          | 1845     |          |
| Augusta Ferdinanda d'Asburgo-Toscana | (1825–1864) | Prince Luitpold, Principe Reggente di Baviera (∞ 1844) | 70,2 x 59 cm            | 1845     |          |
| Lola Montez                          | (1821–1861) | Thomas James, ufficiale dell'esercito 3 others | 72 x 58,6 cm            | 1847     |          |
| Maria Dietsch                        | (1835–1869) | Georg Sprecher, Chefredakteur der Augsburger Abendzeitung (∞ 1865)                                                                                              | 73 x 59 cm              | 1850     |          |
| Anna von Greiner                     | (1836–?)    | Emil von Greiner (von 1861-1865) |                         | 1861     |          |
| Carlotta von Breidbach-Bürresheim    | (1838–1920) | Conte Philipp Boos von Waldeck (∞ 1863) |                         | vor 1863 |          |